# Los sabios
Los sabios va ser un concurs infantil emès per Televisió espanyola en la tarda dels dissabtes entre 1984 i 1986.

## Format
Es tractava d'un concurs divulgatiu, en el qual parelles d'un nen amb el seu pare o mare havien de respondre a preguntes relacionades amb la ciència i els invents, així com sotmetre's a proves pràctiques d'experiments científics.
El programa comptava amb una mascota, M. I. M. («Mi Inteligente Muñeco»), un anime de la factoria Nippon Animation, amb aspecte de ninot de drap femení de color rosa sense braços en el tronc, que eren suplerts per mans formades pels seus cabells. Dins de cada programa s'emetia un episodi de dibuixos animats protagonitzat per M. I. M. que versava sobre l'aspecte de la ciència que després s'abordaria en el concurs. La sèrie de dibuixos animats (el títol original dels quals en japonès era Mīmu Iro Iro Yume no Tabi), es va emetre a diversos països, com França (Ordy ou les grandes découvertes), Portugal (Descobertas sem limite) o Iugoslàvia (Открића без граница).

## Presentadors
En la primera temporada (1984-1985), el concurs va ser presentat per Andrés Caparrós e Isabel Gemio (llavors encara amb el nom professional d'Isabel Garbí), en el que va ser el seu debut davant les càmeres de televisió. Les hostesses del programa eren Inés Augé, Rosa Pardo, Blanca Ripoll i Rosa María Valls.
En la segona temporada, van ser reemplaçats per Miguel Ángel Jenner, abillat amb una toga de catedràtic vermella; l'actor Juan Manuel Lores, en el personatge de «Boli», l'alumne rebel; i Silvia Marsó.

## Música
La sintonia del programa va ser la cançó «Hitchcock makes me happy», del grup Azul y Negro.